# Europa-Neustift
Europa-Neustift (italienisch Europa-Novacella) ist eines der fünf Stadtviertel der Südtiroler Landeshauptstadt Bozen (Italien). Es liegt im Zentrum des heutigen Stadtgebiets und ist mit 0,84 km² bzw. 19.119 Einwohnern pro km² das flächenmäßig kleinste und das am dichtesten besiedelte Quartier der Stadt.

## Geografie

### Lage
Europa-Neustift liegt mitten im Bozner Talkessel im Etschtal. Die Entfernung des zentral im Gemeindegebiet gelegenen Stadtviertels zur Altstadt im Nordosten beträgt etwa zwei Kilometer.
Im Norden bildet die Drusus-Allee, im Osten die Romstraße die Grenze zum Stadtviertel Gries-Quirein. Im Süden ist der Fluss Eisack die natürliche Grenze zu Oberau-Haslach. Die Westgrenze zu Don Bosco folgt kleineren Straßenverläufen: an der Drusus-Allee beginnend Richtung Süden der Sorrentstraße entlang, dann an der Europa-Allee ein kurzes Stück Richtung Westen, den Neubruchweg wieder Richtung Süden, die Mailandstraße Richtung Osten und die Palermostraße erneut Richtung Süden bis zum Eisack.

### Gliederung des Stadtviertels
- Europaviertel (Bereich der Palermostraße sowie Teile von Mailandstraße und Europaallee)
- Neustift (Bereich der Dalmatienstraße, begrenzt von Palermostraße, Drusus-Allee und Romstraße)

## Geschichte
Die Gegend des heutigen Stadtviertels Europa-Neustift war bis zur Eingemeindung von Gries eine ländlich geprägte Gegend rund um Maria Heim, der Verkehr wickelte sich über den Maria-Heim-Weg ab.
Ab den späten 1920ern wurden verschiedene neue Straßen und eine städtisch geprägte Arbeitersiedlung errichtet, die „Rione Littorio“ (Liktorenviertel) genannt wurde (ab 1935). Das Zentrum bildete der „piazza Littoria“ (Liktorenplatz). Im heutigen Stadtviertel Don Bosco wurden ab 1938 Arbeiterhäuser im sog. halbländlichen Stil errichtet („semirurali“).
Nach dem Krieg wurde Piazza Littoria nach dem Antifaschisten Giacomo Matteotti Matteottiplatz genannt.
Die Hauptkirche des Viertels, die Kirche Regina Pacis (Königin des Friedens) wurde 1960 eingeweiht.

## Kultur

### Kirchen
- Pfarrei Regina Pacis
- Kloster Neustift
- Pfarrei Mariaheim
- Verein Cristiani Evangelici

### Regelmäßige Veranstaltungen
- Wochenmarkt Rovigostraße/Matteottiplatz, donnerstags
- Bauernmarkt auf dem Matteottiplatz, samstags
- Bauernmarkt auf dem Marcella-Casagrande-Platz, dienstags

## Öffentliche Einrichtungen

### Bildung
Zum Angebot an öffentlichen deutschsprachigen Einrichtungen gehören eine Grundschule („Johann Heinrich Pestalozzi“) und eine Mittelschule („Albert Schweitzer“). An weiterführenden Schulen ist im Gebiet des Stadtviertels allein die Landesberufsschule für Handwerk und Industrie angesiedelt.
Für die italienische Sprachgruppe gibt es zwei Grundschulen („Alessandro Manzoni“, „San Filippo Neri“) und zwei Mittelschulen („Ugo Foscolo“, „San Filippo Neri“). Die einzige weiterführende Schule des Stadtviertels ist das Realgymnasium „Evangelista Torricelli“.
Außerdem gibt es mehrere Bibliotheken:
- Bibliothek Zweigstelle Neustift in der Rovigostraße
- Bibliothek Zweigstelle Europa im Neubruchweg
- Bibliothek „Albert Schweitzer“ in der Europa-Allee
- Studienzentrum – Bibliothek „La strada – Der Weg“ im Mariaheimweg

### Gesundheit und Sozialdienste
Im Stadtviertel gibt es mehrere niedergelassene Ärzte verschiedener Fachrichtungen.

### Räumlichkeiten
- Mehrzwecksaal Europa
- Saal „Guido Fronza“
- Gemeinschaftszentrum Maria Heim

### Sport
Neben den Spiel- und Sportplätzen im Nazim-Hikmet-Weg bestehen mehrere Turnhallen im Stadtviertel.

## Politik
Der Vorsitzende des Stadtviertelrates, Carlo Visigalli (Demokratische Partei), gehört der italienischen Sprachgruppe an. Sein Stellvertreter ist Kilian Bedin von der SVP. Anhand der Zusammensetzung des Stadtviertelrates lässt sich die Dominanz der italienischen Sprachgruppe innerhalb des Stadtviertels erahnen. Bis auf eine Abgeordnete von den Grünen und dem Stellvertreter des Vorsitzenden gehören alle Mitglieder des Rates den italienischen Parteien an.